# Axel Paulsen
Axel Paulsen (18 de julio de 1855, Aker-9 de febrero de 1938, Nesodden) fue un patinador sobre hielo noruego, que destacó tanto en patinaje de velocidad como en patinaje artístico. Se proclamó campeón de patinaje de velocidad en la primera competición de patinaje a nivel mundial, celebrada en Viena en 1882 y, en los años posteriores, estableció cinco marcas mundiales en diferentes distancias. Inventó un salto de patinaje artístico, que recibió su nombre, el «axel».

## Biografía
Axel Paulsen nació en Aker, una localidad de Noruega cercana a Oslo, el 18 de julio de 1855. Sus padres eran Johan Peter Paulsen, un comerciante de café, y Haagine Olsen. Axel Paulsen
creció en la ciudad de Oslo, entonces conocido como Christiania, donde su padre tenía su negocio. Destacó pronto en el patinaje sobre hielo y se embarcó en una exitosa carrera deportiva, participando en competiciones y exhibiciones en Europa, Estados Unidos y Canadá.

Paulsen se casó con Kathryn Williams en 1885 o 1886, pero el matrimonio se disolvió en 1890. Contrajo segundas nupcias en 1893 con Anna Elise Nicolaisen. Su hijo, Harry, siguió sus huellas y fue campeón noruego de patinaje artístico en cinco ocasiones. Tras su retirada deportiva, tomó las riendas del negocio paterno junto con su hermano Edvin. Fue director hasta 1936, dos años antes de su muerte a la edad de 83 años.

## Carrera deportiva

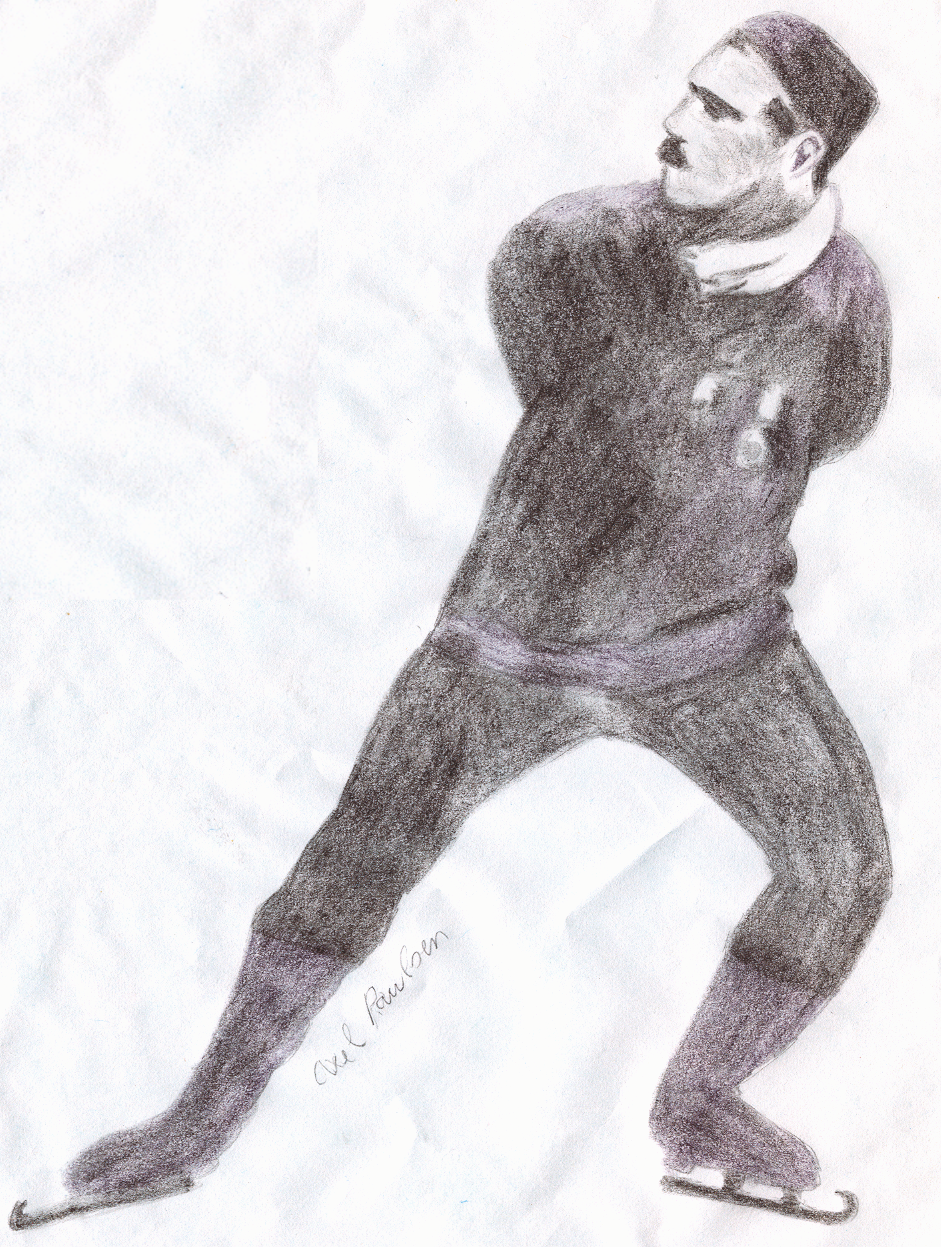
Dibujo de Axel Paulsen patinando.

Johan Paulsen era un ávido patinador sobre hielo y llevaba a todos sus hijos a patinar los fines de semana a Østensjøvannet, un lago de la capital noruega. Axel se entusiasmó rápidamente por el deporte y practicaba incluso los días de diario, antes de la escuela.  Con el tiempo llegó a ser el mejor patinador noruego en patinaje de velocidad y patinaje artístico.
Paulsen ganó la carrera de 5000 metros en una competición nacional de importancia en 1880.
Su debut deportivo internacional tuvo lugar en el Gran Torneo Internacional de Patinaje, la primera competición a nivel mundial de patinaje sobre hielo, celebrada en Viena en 1882. Ganó la carrera de velocidad y quedó tercero en la competición de patinaje artístico, aunque obtuvo un premio por su figura especial, consistente en un salto de una revolución y media en el aire, que pasó a conocerse como el «salto de Axel Paulsen» o, simplemente, «axel».
El 8 de febrero de 1883 participó en una competición de velocidad en el parque Washington, en Brooklyn, Estados Unidos, donde derrotó a los diecisiete patinadores más veloces de Noruega, Inglaterra, Estados Unidos y Canadá. En el mismo año sufrió una derrota en Halifax, Canadá, en una pista con curvas muy cerradas que no podía tomar a mucha velocidad. En 1884 regresó a América y ganó todas las carreras gracias a un cambio de diseño de sus patines para adaptarlos a las curvas pronunciadas, por lo que recibió el título de «campeón amateur del mundo». Según el autor Brian Flood, los récords de velocidad que estableció durante las carreras y exhibiciones en Estados Unidos y Canadá durante sus visitas a estos países inspiraron a aficionados y profesionales, que hasta entonces raramente tomaban nota de los tiempos empleados en cubrir las distancias y contribuyeron a una renovada afición por el deporte del patinaje de velocidad en América.
En enero de 1885 se celebró un campeonato internacional de patinaje sobre hielo en Hamburgo, donde Paulsen, en excelente forma, ganó la carrera de patinaje de velocidad y quedó en tercer puesto en patinaje artístico. En febrero de 1885, participó junto con su compatriota Carl Verner en un desafío contra los holandeses Renke van der Zee y Benedictus Kingma para determinar quién era el mejor patinador mediante una carrera de 4827 metros en Frognerkilen, Noruega. Asistieron entre 20 000 y 30 000 espectadores. Paulsen obtuvo la victoria, llegando a la meta un minuto y cinco segundos antes que van der Zee.

### Plusmarcas
Paulsen estableció las siguientes marcas mundiales durante su carrera:
- 1885: una milla en 3 minutos 26,4 segundos
- 1886: una milla en 3 minutos 5,4 segundos
- 1885: diez millas en 39 minutos 7,4 segundos
- 1886: tres millas en 10 minutos 33,0 segundos
- 1889: veinte millas en 1 hora, 9 minutos y 15,0 segundos

## Mejoras al diseño de los patines
Axel Paulsen,realizó importantes contribuciones al diseño y rendimiento de los patines sobre hielo a finales del siglo XIX. Sus principales mejoras fueron:
- Introducción de la "Cuchilla Paulsen": La mejora más notable de Paulsen fue el desarrollo de un nuevo tipo de cuchilla de patín, que presentaba un diseño más largo y delgado en comparación con los modelos anteriores. Este diseño permitía un mejor deslizamiento y maniobrabilidad sobre el hielo.

- Forma de Cuchilla Innovadora: Refinó la forma y curvatura de la cuchilla para mejorar su rendimiento. El diseño mejorado de la cuchilla proporcionó un mejor control y estabilidad para los patinadores, haciendo que los movimientos y saltos complicados fueran más alcanzables.

- Mayor Durabilidad: Las mejoras en el diseño de Paulsen contribuyeron a hacer las cuchillas más duraderas, lo que ayudó a los patinadores a mantener el rendimiento a lo largo del tiempo y bajo diversas condiciones de hielo.

- Rendimiento Mejorado: Los cambios en el diseño de la cuchilla permitieron técnicas y trucos más avanzados en el patinaje artístico, incluidos giros y saltos más complejos. Esto fue un factor clave en la evolución del patinaje artístico moderno.

Las contribuciones de Axel Paulsen fueron fundamentales para avanzar en el deporte y para influir en futuros desarrollos en el diseño de patines. Sus innovaciones sentaron las bases para muchos de los aspectos de rendimiento que son críticos en el patinaje artístico hoy en día.

## El salto Axel Paulsen

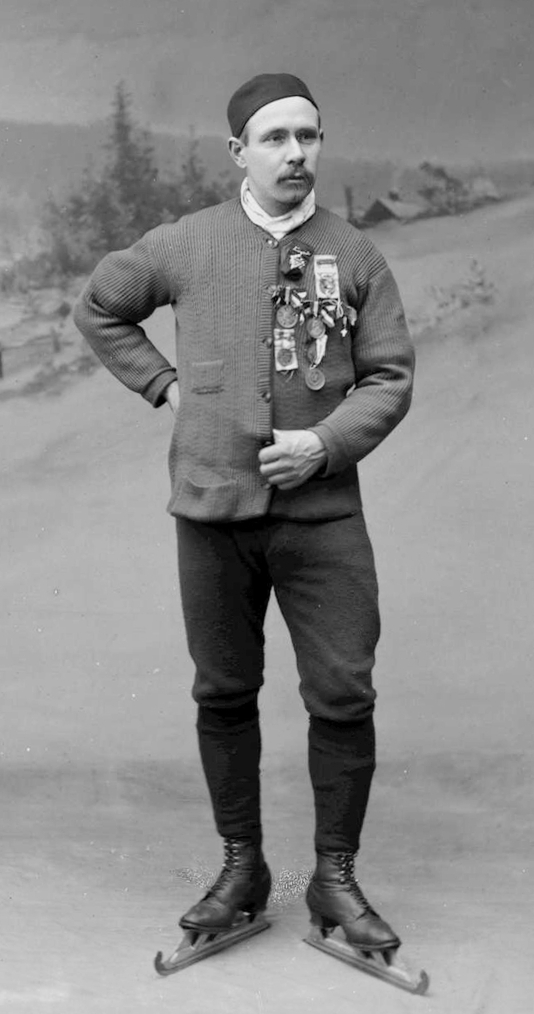
Patinador artístico noruego Axel Paulsen, creador del salto Axel, fotografiado en 1895.

El salto Axel, también llamado salto Axel Paulsen por su creador el patinador artístico noruego Axel Paulsen, es un salto de borde en el deporte del patinaje artístico. Según el historiador del patinaje artístico James Hines, el Axel es «el salto más difícil del patinaje artístico». Es el único salto básico de competición que despega hacia delante, lo que lo convierte en el salto más fácil de identificar. Los patinadores suelen realizar un Axel doble o triple, seguido de un salto de menor dificultad en combinación. Se requiere un Axel doble o triple en el programa corto de patinaje artístico y se requiere un Axel en el programa libre para los patinadores júnior y sénior de patinaje individual en todas las competiciones ISU.  El salto Axel es el salto más estudiado en el patinaje artístico. En competición, el valor base de un Axel viene determinado por el número de revoluciones completadas durante el salto.. En el actual sistema de juzgamiento de +5/-5 GOE, el valor base de un Axel simple es 1,10, un Axel doble 3,30, un Axel triple 8,00, y un Axel cuádruple 12,50.
Paulson fue el primer patinador en lograr un Axel, en la primera competición internacional de patinaje artístico, que se celebró en Viena en 1882, mientras llevaba patines de velocidad.  Hines, que calificó a Paulsen de «progresista» por inventarlo, afirmó que lo hizo «como figura especial». A mediados de la década de 1920, el Axel era el único salto que no se doblaba. A principios del siglo XX, la patinadora profesional alemana Charlotte Oelschlägel fue la primera mujer que incluyó un Axel en sus programas; Hines informó de que terminaba el Axel con su «famoso final desvanecido», la espiral de Charlotte, un movimiento inventado por ella.  A principios de la década de 1920, Sonja Henie de Noruega fue la primera patinadora en realizar un Axel en competición. También se informó por Hines que en la década de 1930, el patinador austriaco Felix Kaspar, que era conocido por su atletismo, realizó Axels con una trayectoria de cuatro pies de altura y 20 pies de distancia desde el despegue hasta el aterrizaje (1. 20 m de altura y 6 m de distancia); Hines afirmó que «hay pocas dudas en las mentes de quienes lo vieron de que si se hubiera conocido la técnica entonces, probablemente podría haber realizado fácilmente saltos triples o incluso cuádruples». En los Juegos Olímpicos de Invierno de 1948, el estadounidense Dick Button fue el primer patinador en completar un doble Axel en competición. La estadounidense Carol Heiss fue la primera mujer en realizar un doble Axel, en 1953.
El primer triple Axel exitoso en competición fue realizado por el canadiense Vern Taylor en los Campeonatos del Mundo de Patinaje Artístico de 1978. Seis años más tarde, en los Juegos Olímpicos de Invierno de 1984 en Sarajevo, el patinador canadiense Brian Orser se convirtió en el primer patinador en completar un triple Axel en los Juegos Olímpicos. Según The New York Times, a lo largo de los años, el triple Axel «se ha vuelto más común que lo realicen patinadores masculinos». La primera patinadora en ejecutar con éxito un triple Axel en competición fue la patinadora japonesa Midori Ito, en una competición regional en la Prefectura de Aichi de Japón en 1988. También fue la primera mujer en conseguirlo en una competición internacional, en el Trofeo NHK 1988, así como la primera mujer en conseguirlo en los Juegos Olímpicos, en los Juegos Olímpicos de Invierno de 1992. Desde Ito, muchas otras mujeres han realizado el salto en competición.  Sin embargo, sólo cinco han completado el triple Axel en un programa olímpico: Ito durante su patinaje libre en 1992; la patinadora japonesa Mao Asada en ambos programas en los Juegos Olímpicos de Invierno de 2010 - Individual femenino, así como en su patinaje libre en 2014; la patinadora estadounidense Mirai Nagasu en su patinaje libre en los Juegos Olímpicos de Invierno de 2018 - Trofeo por equipos; La patinadora rusa Kamila Valieva en su programa corto en la 2022 prueba por equipos; y la patinadora japonesa Wakaba Higuchi en ambos programas de la 2022 prueba individual femenina. A partir de octubre de 2020, doce mujeres han realizado con éxito el triple Axel en competición internacional.
El primer triple Axel lanzado fue realizado por la pareja de patinadores estadounidenses Rena Inoue y John Baldwin , en los Campeonatos de Patinaje Artístico de Estados Unidos de 2006. También fueron la primera pareja en realizar un triple Axel de lanzamiento en los Juegos Olímpicos y en una competición internacional, en 2006. En 2022, el patinador estadounidense Ilia Malinin fue el primer patinador en completar con éxito un cuádruple Axel en competición en el 2022 CS U.S. International Figure Skating Classic.
| Abbr. | Salto                       | Patinador              | Nación                    | Evento                                           | Ref.                   |
| ----- | --------------------------- | ---------------------- | ------------------------- | ------------------------------------------------ | ---------------------- |
| 1A    | Axel simple (caballeros)    | Axel Paulsen           | Bandera de Noruega        | Competición internacional de patinaje Viena 1882 | [ 9 ]                  |
| 1A    | Axel simple (damas)         | Sonja Henie            | Bandera de Noruega        | competición de patinaje en la década de 1920     | [ 19 ]                 |
| 2A    | Axel doble (caballeros)     | Dick Button            | Bandera de Estados Unidos | Juegos Olímpicos de Invierno 1948                | [ 21 ]                 |
| 2A    | Axel doble (damas)          | Carol Heiss            | Bandera de Estados Unidos | Competencia de patinaje 1953                     | [ 22 ]                 |
| 3A    | Axel triple (caballeros)    | Vern Taylor            | Bandera de Canadá         | Campeonatos Mundiales de 1978                    | [ 19 ]                 |
| 3A    | Axel triple (damas)         | Midori Ito             | Bandera de Japón          | Trofeo NHK 1988                                  | [ 25 ]                 |
| 4A    | Axel cuádruple (caballeros) | Ilia Malinin           | Bandera de Estados Unidos | 2022 CS U.S. Classic                             | [ 32 ]                 |
| 4A    | Axel cuádruple (damas)      | Nadie lo ha ratificado | Nadie lo ha ratificado    | Nadie lo ha ratificado                           | Nadie lo ha ratificado |

## Influencia en el deporte y honores

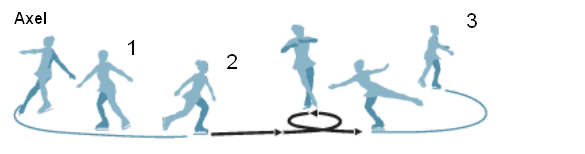
Esquema del axel, salto inventado por Axel Paulsen

Además de inventar el famoso salto que lleva su nombre, y de introducir un nuevo diseño para los patines sobre hielo, Axel Paulsen influyó en el desarrollo del patinaje artístico como deporte. Su estilo «nórdico» de patinaje, caracterizado por la velocidad, movimientos amplios y atleticismo atrajo gran atención por su contraste con el estilo «vienés», en boga hasta entonces, que primaba el trazado de figuras complicadas sobre el hielo a costa del aspecto físico; de la fusión de ambas escuelas surgió el «estilo internacional», más similar al patinaje artístico de competición moderno. También se le atribuye la introducción de la postura típica del patinaje de velocidad, con los brazos cruzados por detrás de la espalda.
En 1910, en el vigesimoquinto aniversario de su victoria sobre van der Zee, el Club de Patinaje de Oslo le nombró miembro honorario. En 1976, fue incluido en el Salón de la Fama del Patinaje Artístico, como reconocimiento a sus contribuciones en este deporte.